# Serial Storage Architecture
Serial Storage Architecture (SSA) ist eine Methode, um Speichersubsysteme (also Massenspeicher wie Jukeboxen und Disk-Arrays) hochperformant an Rechner zu koppeln, insbesondere an Server-Systeme oder Großcomputer.
SSA ist ein mittlerweile überholter Standard und wurde vorwiegend an Systemen der Firma IBM eingesetzt.
SSA ist eine serielle Punkt-zu-Punkt-Anbindung über jeweils zwei Schreib- und zwei Lesekanäle. Viele der Ideen aus SSA sind in die moderneren Standards S-ATA und insbesondere Serial Attached SCSI (SAS) eingeflossen. SSA ist mit dem SCSI-Befehlssatz kompatibel.
SSA besaß einen für damalige Verhältnisse sehr guten Datendurchsatz von bis zu 160 MB/s. Dies wurde erreicht durch mehrfach-parallele E/A-Verarbeitungen im Vollduplexbetrieb.
Hauptsächliche Verwendung fand SSA (und findet immer noch) in dem IBM 7133 Disc Subsystem. Es konnte anfangs bis zu einer Gesamtkapazität von 582 GB in einem Tower ausgebaut werden. Durch moderne Festplatten ist mittlerweile eine Maximalkapazität von bis zu 2,34 TB pro Tower und insgesamt bis zu 14,0 TB pro Hostadapter möglich. Die IBM 7133 ist hochverfügbar und kann mit einem optischen SSA Extender Daten bis zu 10 km weit entfernt spiegeln. Das System gestattet eine gemeinsame Plattenbenutzung über den gleichzeitigen Anschluss mehrerer UNIX-, Windows NT- und Novell NetWare-Hosts. Aufgrund dieser beeindruckenden Leistungsdaten sind IBM 7133 Systeme auch heute noch in Rechenzentren zu finden.